# Labocurtidia bifurcata
Labocurtidia bifurcata är en insektsart som beskrevs av Nielson 1979. Labocurtidia bifurcata ingår i släktet Labocurtidia och familjen dvärgstritar. Inga underarter finns listade i Catalogue of Life.